# Prinses Margriethaven (Maasvlakte)
De Prinses Margriethaven is een haven op de Rotterdamse Tweede Maasvlakte en is vernoemd naar Prinses Margriet der Nederlanden. De haven ligt naast de APM Terminal en het bezoekerscentrum Futureland.